# لوئیجی آن.می
لوئیجی آن. می (ایتالیایی: Luigi Annoni; ۹ نوامبر ۱۸۹۰ – ۱۷ آوریل ۱۹۷۴) دوچرخه‌سوار اهل ایتالیا بود.